# 米山敦子
米山 敦子（よねやま あつこ、1956年 - ）は、日本の元地方議会議員。神奈川県相模原市出身。
かつては女性声優であり、フリーアナウンサーでもあった。旧名及び声優時代の芸名は米山 あつ子。

## 経歴
早稲田大学商学部卒業後、東京アナウンス学院の放送声優専科に入学。
1980年代にはテレビアニメ『超時空要塞マクロス』をはじめ、洋画の吹き替えも多数行うようになった。
声優として数年間活動後、衛星放送のテレビキャスターに転身し、ニュース番組などを担当した後は独立してフリーアナウンサーとなる。
2004年6月に故郷の城山町（現在は相模原市と合併）にて、町議会議員補欠選挙に立候補し、当選する。
町議会議員は城山町が2007年に相模原市に編入するまで務め、編入後の相模原市議会議員選挙には出馬しなかった。

## 主な出演作品
いずれも米山あつ子名義。

### テレビアニメ
- 超時空要塞マクロス（ジャミス・メリン、メイ）

### 吹き替え
- Mr.Boo!ギャンブル大将（1982年）
- パラダイス・アレイ（1983年）
- ザ・カンニング IQ=0（1983年）
- ミラクル・ワールド ブッシュマン（1985年）
- ヤングマスター 師弟出馬